# ژان روبن

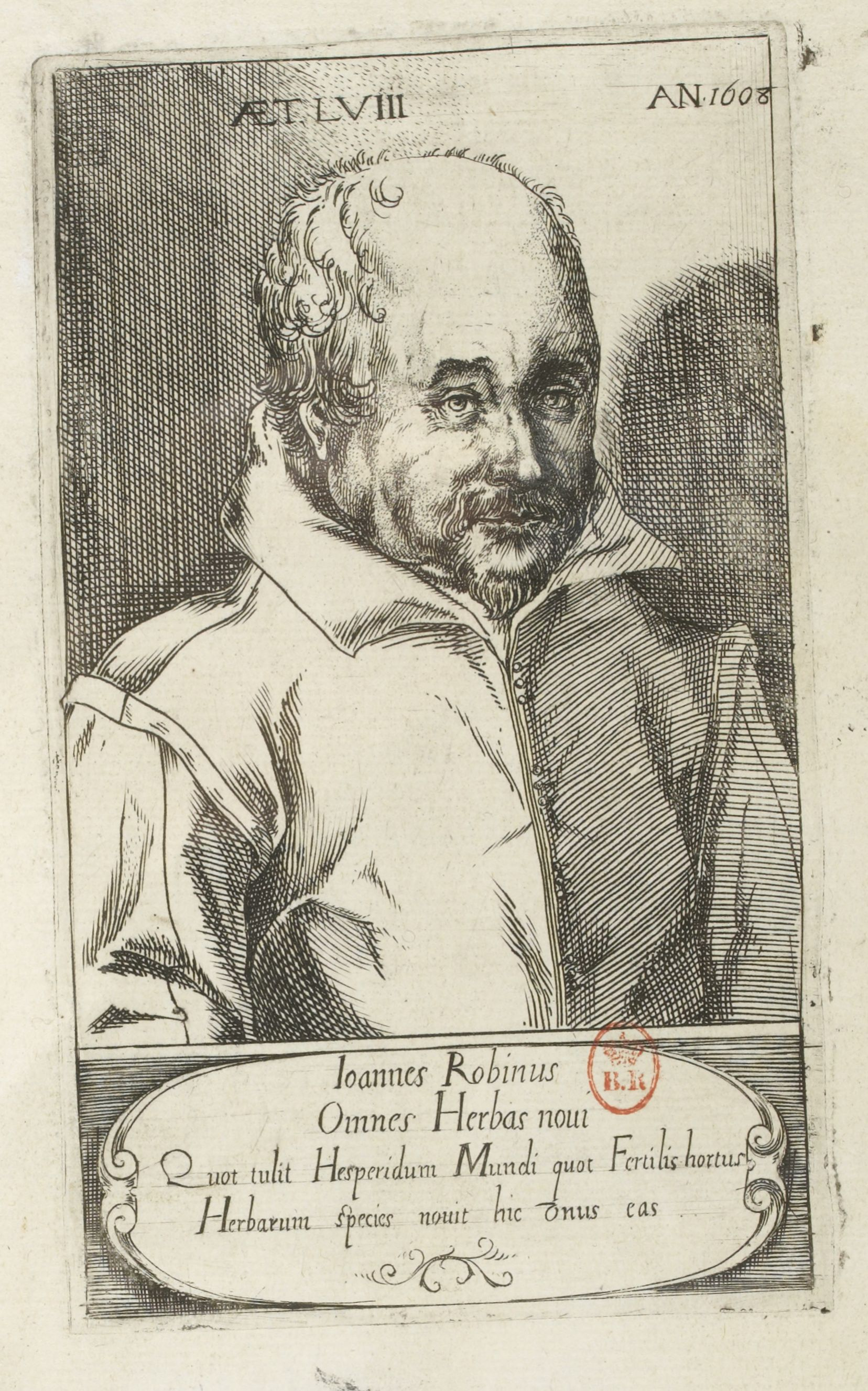
ژان روبن

ژان روبن (زادهٔ ۱۵۵۰ در پاریس — درگذشتهٔ ۲۵ آوریل ۱۶۲۰ در پاریس) یک گیاه‌شانس فرانسوی بود.
او در دوران هانری سوم، هنری چهارم و لوئی هشتم فعالیت می‌کرد و مسئول شده بود که یک باغ گیاه‌شناسی در شرقی‌ترین نقطهٔ جزیرهٔ نوتردام برپا کند.
او فهرستی طبقه‌بندی‌شده از ۱۳۰۰ گونه گیاهی را در سال ۱۶۰۱ تحت عنوان کاتالوگوس استیرپیوم (به لاتین: Catalogus Stirpium) منتشر کرد. فرزند او، وسپاسین روبن نیز گیاه‌شناس بود و راه پدر را دنبال نمود.